# Autotransfúzní poloha

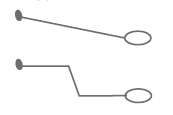
Znázornění polohy

Protišoková a autotransfúzní poloha patří mezi mýty první pomoci.[zdroj⁠?!]
Teoreticky způsobuje gravitační přesun krve ve velkých žilách směrem k srdci a zlepšuje tak průtok krve důležitými orgány, v praxi však ale účinnost tohoto manévru nebyla nikdy prokázána (v krevním oběhu dochází na základě tohoto manévru pouze k nevýznamným a krátkodobým změnám). Naopak, poloha s nohama nahoře je zejména pro pacienty se závažným úrazem kompromitující z hlediska dýchání a je zcela nevhodná pro pacienty s úrazem hlavy (způsobuje pro vzestup nitrolebního tlaku). U pacientů se závažným krvácením, pokud jsou při vědomí (tj. krevní oběh zásobuje mozek dostatečně) není ani žádoucí zvyšovat systémový krevní tlak, neboť toto zvýšení vede k zvětšení krvácení a prohloubení krevní ztráty. Proto v současnosti není tato poloha doporučována a termín "protišoková" je považován za nevhodný.
Lékařský název je Trendelenburgova poloha.
Může být přínosná u pacienta po krátkodobém kolapsu bez závažné příčiny.